# 松崎司
松崎 司（まつざき つかさ、1966年5月31日 - 2022年7月4日）は、日本の男性漫画家。神奈川県横浜市出身、O型。初期の頃はボーイズラブ誌で活躍していたが、『G-men』などのゲイ雑誌に活躍の場を移していた。
2022年7月4日に心筋梗塞のため死去。

## 作品リスト

### 単行本
- 9to恋 5to愛 全2巻（1992 - 1993年　青磁ビブロス）
- 山羊座の恋人（1995年　青磁ビブロス）
- 恋愛小説ができるまで（1996年　芳文社）
- 誘惑するアダム（1998年　芳文社）
- bespoke（2003年　光彩書房）
- beast tamer（2004年　光彩書房）
- 黒田組曲輪逢引（2005年　古川書房）
- Heavy-Duty（2005年　オークラ出版）
- 三千世界の烏を殺し（2006年　古川書房）
- IMITASION GOLD（2007年　オークラ出版）
- 覗機関狂威蜜（2008年　古川書房）
- experience（2008年　オークラ出版）
- surf trip BOYS?（2009年　オークラ出版）
- 山椒は小粒で（2009年　古川書房）
- 夜来香（2009年　オークラ出版）
- 三千世界の烏を殺し 完全版（2010年　古川書房）
- サンドリヨン（2010年　オークラ出版）
- わがままな男（2012年　オークラ出版）
- メテオライト（2013年　竹書房）
- リリパット（2014年　竹書房）
- 夏肌の体温（2015年　オークラ出版）